# Достопочтенный школяр
«Достопочтенный школяр» (англ. The Honourable Schoolboy, 1977) — шпионский роман английского писателя Джона Ле Карре, вторая книга неофициальной «Трилогии Карлы». Джордж Смайли пытается восстановить британскую разведку после разоблачения предателя Билла Хейдона (более подробно об этом написано в романе «Шпион, выйди вон!») и провести успешную шпионскую операцию, чтобы спасти Секретную службу от нападок «ястребов» из правительства. «Достопочтенный школяр» — прозвище Джеральда Уэстерби, агента SIS, отправленного в Гонконг.

## Сюжет
В 1974 году Джордж Смайли, начальник Секретной разведывательной службы (известной как «Цирк» — по местоположению штаб-квартиры), проводит изучение деятельности своей организации в период, когда один из руководящих постов ней занимал агент КГБ Билл Хейдон. Смайли ищет следы деятельности советского шпиона, известного под псевдонимом «Карла» и его коллег из КГБ. Для защиты политически ослабленной Секретной службы от «ястребов» в Британском правительстве Смайли должен провести успешную шпионскую операцию. С этой целью он вместе с вызванными из отставки аналитиками Конни Сейшес и Доком ди Салисом пытается разыскать следы операций, необоснованно прекращенных по указанию Билла Хейдона. Они обнаруживают расследование агентом SIS в столице Лаоса Вьентьяне Сэмом Коллинзом операции по отмыванию денег, ниточки от которой тянутся к Карле.
В ходе расследования Смайли вспоминает о сыне разорившегося газетного магната, достопочтенного «Самбо» Уэстерби, — Джерри, бывшем газетном репортере и, периодически, оперативнике SIS. Джерри Уэстерби отправляется в Гонконг с целью выявления хозяина счета, на который в конечном итоге попадают советские деньги из Вьентьяна. Для этого, путём шантажа банковского сотрудника Фроста, Джерри Уэстерби получает возможность сфотографировать документы по обслуживанию счета. Уэстерби выясняет, что это «доверительный счет», известно только имя человека, его открывшего — Дрейк Ко, один из богатейших людей Гонконга, кавалер Ордена Британской империи. Причем получатель денег отождествляется только с помощью отпечатков пальцев, со счета ни разу не снимались деньги и баланс на текущий момент составляет около полумиллиона американских долларов.
Параллельное расследование в Гонконге и Лондоне позволило идентифицировать Лизу Уэрд — любовницу Дрейка Ко как англичанку Элизабет Уэрдингтон. Элизабет («Лиззи») Уэрдингтон ранее была подругой пилота «Малыша» Рикардо, мексиканского наемника во Вьентьяне, однако сама она считала себя агентом британской разведки, выполняя поручения Сэма Коллинза.
Сейшес и ди Салис опрашивают преподобного Хибберта, узнав, что он был миссионером в Шанхае, который подобрал осиротевших братьев Ko и назвал их «Дрейк» и «Нельсон» в честь английских адмиралов, и что «Лиза» — имя покойной жены Хибберта.
Дальнейшее расследование выявило, что Нельсон Ко, живущий в Китае под другим именем, является одним из руководителей китайского оборонного ведомства и членом китайского аналога британского комитета по разведывательной деятельности. Смайли понимает, для кого именно предназначены советские деньги и что Дрейк Ко пытается вывезти своего брата из Красного Китая.
Тем временем ЦРУ сообщает, что Рикардо жив и что он передал агенту Бюро по борьбе с наркотиками информацию о грузе опиума, с которым он должен был вылететь в Красный Китай и забрать оттуда ценный груз. Так как США хотят арестовать Дрейка Ko как наркобарона, они дают Смайли от 10 до 12 недель, в течение которых они не будут вмешиваться, чтобы Цирк мог провести свою операцию. Смайли быстро связывает поездку в Шанхай Тиу (правая рука Дрейка Ко) шестью неделями ранее и запланированный рейс Рикардо с грузом опиума в Красный Китай. Тиу должен был встретиться с Нельсоном, братом Дрейка, чтобы организовать побег Нельсона из Китая на Beechcraft Рикардо.
Смайли вынужденно разворачивает операцию на 180 градусов, заставив Ko реагировать на слежку, что позволит ускорить Операцию «Дельфин». Уэстерби как бы случайно встречается с Лиззи Уэрдингтон. Она вызывает Тиу в бар, в котором они находились всесте с Джерри; перед этим Уэстерби спрашивает её о Рикардо и о связи между авиакомпанией Индочартер, в которой Лиззи и Рикардо вместе работали, и советским посольством во Вьентьяне. Уэстерби весьма удивляет её незнание о Нельсоне Ко и связи Индочартера с советской «золотой жилой» (операцией по тайному переводу денег на доверительный счет Дрейка Ко).
По приказу Цирка Уэстерби находит летчика-контрабандиста опиума Чарли Маршалла в камбоджийском городе Баттамбанге и на самолете Маршалла летит из Баттамбанга в Пномпень. Рикардо также находится на борту, но Уэстерби не понимает, кто он, пока в Пномпене, при побеге от него, Рикардо не стреляет в Уэстерби. В ту же ночь, Уэстерби похищает Маршалла из наркопритона и допрашивает его, узнав, что Лиззи возила героин для Коллинза, что Тиу предлагал Маршаллу $5000 за полет, от которого он отказался, и где скрывается Рикардо.
Уэстерби находит Рикардо в джунглях в Таиланде, Рикардо говорит Уэстерби, что Тиу от имени Ко, нанял Рикардо перевезти опиум в Китай и забрать на той стороне пакет, заплатив долги Рикардо в качестве аванса на работу. Вместо выполнения работы Рикардо украл опиум и самолет Beechcraft и скрылся. Уэстерби говорит Рикардо, что пакетом был брат Дрейка Ко — Нельсон. Рикардо снова пытается убить Уэстерби, подложив гранату в топливный бак его автомобиля; Уэстерби выясняет эту хитрость и покидает машину до того, как она взорвалась.
30 апреля 1975 года Уэстерби прибывает на базу американских ВВС на северо-востоке Таиланда и передает доклад в Цирк, он также узнает, что армия Северного Вьетнама захватила Сайгон, что означает победу и окончание войны во Вьетнаме. В свою очередь, Цирк приказывает Джерри вернуться в Лондон и ни в коем случае не появляться в Гонконге. Не подчинившись приказу, Уэстерби прибывает в Гонконг. В своей квартире он обнаруживает застреленного Люка, американского фотожурналиста, которому Джерри разрешил пользоваться квартирой во время своего отсутствия.
Чтобы убедиться в успешном завершении операции Дельфин, Смайли, Гиллем и Фон (телохранитель Смайли) вместе с сотрудниками ЦРУ Мартелло и Мерфи прибывают в Гонконг, с целью захватить Нельсона Ко. Смайли знает, что Нельсон будет бежать из Китая тем же путём, что и Дрейк в 1951 году, на рыбацкой джонке и прибудет на самый южный из островов в гонконгских территориальных водах — По-Той.
Подталкиваемый романтическими чувствами, Джерри Уэстерби остается в Гонконге, чтобы спасти Лиззи Уэрдингтон (он забирает её с вечеринки), а также для защиты Нельсона от захвата, в то время как ЦРУ шпионит за Дрейком и пролушивает телефон и квартиру Лиззи. Джерри и Лиззи идут к ней на квартиру; Смайли входит без предупреждения, и Уэстерби, ожидая, что это Дрейк или Тиу, нападает на него, прежде чем понял, что это его босс. Фон избивает Джерри, защищая Смайли. Смайли приказывает Фону и Гиллему доставить Уэстерби на борт самолета в Лондон, но Уэстерби совершает побег по дороге в аэропорт. Вместе с Лиззи они нанимают лодку, чтобы плыть на По-Той. Там она показывает ему место, особое для Дрейка, помогая Уэстерби определить, где именно Нельсон должен высадиться при побеге из Китая. После этого Лиззи возвращается в Гонконг.
В ту же ночь в предполагаемом месте высадки Нельсона, Уэстерби видит на берегу Дрейка и Тиу, ожидающих Нельсона. Уэстерби ударом по голове отключает Тиу, после чего говорит Дрейку, что он хочет Лиззи для себя в обмен на спасение Нельсона от англичан и американцев. Дрейк настроен скептически но соглашается на предложение Джерри. Тем не менее, как только Нельсон сходит на берег, появляются агенты ЦРУ, захватывают Нельсона и вывозят на вертолете. Во время взлета вертолетов Фон очередью из автомата убивает Уэстерби.
ЦРУ оставляют Нельсона у себя. Англичанам не позволяют допрашивать Нельсона, в число следователей не включают ни ди Салиса, ни Сейшес. Успех операции «Дельфин» дает высокие посты в Цирке для Эндерби и Коллинза, который становится (временно) начальником Цирка. Смайли и Конни Сейшес отправляют на пенсию, Питер Гиллем отправляется на пост главы подразделения Цирка, занимающегося тайными операциями.

## Награды
В 1977 году роману присуждена премия Джеймса Тейта Блэка.